# هوائي ذكي
هوائي ذكي (بالإنجليزية:Smart antenna) مصفوفة من العناصر القادرة على البث والإشعاع مرتبطة بمعالج إشارة متعدد المداخل والمخارج يعالج الاشارات الرقمية الواردة إليه وفقاً لخوارزمية معينة تمكنه من توجيه أقصى إشعاع نحو المستخدم المرغوب وتتبع مساره.

## فكرة عمله
فكرة عمل الهوائي الذكي مركبة ومتداخلة وتعتمد على أكثر من علم مثل النظم البرمجية ومعالجة الإشارة الرقمية وانتشار موجة وغيرها.
1. نمط الإشعاع فيها غير ثابت وإنما يتغير وفقا للإشارة القادمة من المستقبل.
2. بناءً على زاوية وصول الإشارة القادمة من المستقبل يقوم الهوائي بإعادة توجيه الشعاع بما يخدم المستخدم.
3. توجيه الشعاع وتتبع المسار تعتمد على خوارزميات معينة وأنظمة محسوبة لها القدرة على معالجة الاشارات الداخلة والخارجة ومن ثم التحكم في معالجتها نحو الهدف.

يمكن تقريب الصورة أكثر عن فكرة عمل الهوائي الذكي كأن تغمض عينك ثم يطلب منك تحديد موقع الشخص المتكلم معك في نفس الغرفة وتوجيه أذنك نحوه لاستماعه مهما غير مكانه اعتمادا على زاوية الموجة الصوتية القادمة إليك وتجاهل بقية الأصوات الأخرى في الغرفة.

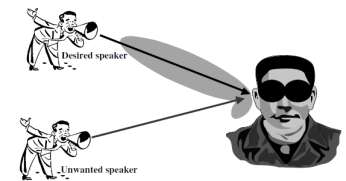
فكرة عمل الهوائيات الذكية

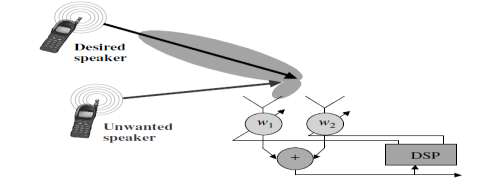
فكرة عمل الهوائيات الذكية

## عيوبه
1. تعقيد أنظمة الإرسال والاستقبال زيادة الكلفة.
2. إدارة عملية الإرسال والاستقبال أصبحت أكثر صعوبة.
3. بحركة المستقبل ينخفض معدل نقل البيانات.

## أنواعه
يمكن تقسيم الهوائيات الذكية بالاعتماد على النمط الإشعاعي الذي يولده الهوائي، إضافة إلى قوة القدرة التي تسلط على المستخدم وكذلك معدل التداخل والقدرة على الحد منه، حيث تقسم الهوائيات الذكية إلى نوعين أساسين هما:
- هوائي الشعاع المتبدل Switched Beam Antenna:

وفيه تقسم المنطقة التي يغطيها ال Base Station إلى عدة قطاعات Sectors بحيث يغطي كل قطاع 120 درجة بعدة أنماط اشعاعية ثابتة ويكون أعظم كسب في مركز الشعاع وتحديدا في Base Station

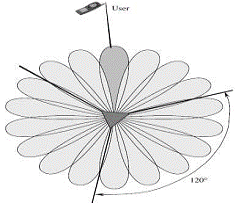
نمط الاشعاع في هوائي الشعاع المتبدل

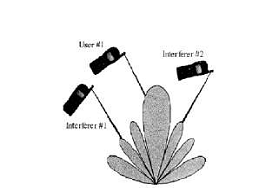

عندما يقترب المستخدم من القطاع  يعمل هذا النظام على اختيار الشعاع ذي الإشارة الأقوى بالنسبة للمستخدم ومن ثم يبدأ بالربط وتسليم الشعاع للمستخدم، وتبقى المنظومة في حالة مراقبة واختبار لقوة الإشارة طوال الفترة الزمنية للاتصال، وفي حال تعرضت قدرة الإشارة للضعف أو الانخفاض بسبب حركة المستخدم داخل نفس الخلية، فإن نظام الهوائي المتبدل له القدرة على تبديل الشعاع الضعيف وتسليم المستخدم إلى شعاع جديد أكثر قوة، أحد أهم العيوب لهذا النظام عدم قدرته على توليد الحماية الكافية من مركبات الانتشار المتعدد القادمة من الاتجاهات القريبة من المستخدم المرغوب.
- الهوائي التكيفي Adaptive Antenna

ويمثل هذا النوع النموذج الأكثر ذكاء وكفاءة في تكنولوجيا الهوائيات الحديثة حيث وان هذا النظام من الهوائيات له القدرة على توجيه كل النمط الإشعاعي نحو المستخدم المرغوب وتصفير الإشعاع في اتجاه إشارات التداخل أو المستخدمين غير المرغوبين، أن القدرة على منع إشارات التداخل إضافة إلى امكانية جعل المستخدم في مركز النمط الإشعاعي هما أهم مايميز هذا النظام عن نظام الهوائي المتبدل و هوائي لجميع الاتجاهات الأفقية.

## اقرأ أيضا
- هوائي حرف تي
- هوائي قفصي
- هوائي حلقي
- هوائي فيريت
- حوض تأريض
- هوائي خلية اتصال